# Józef Grekowicz
Józef Adam Junosza Grekowicz ps. „Gronostajski” (ur. 13 lipca 1834 w Michalewie koło Mińska, zm. 26 lipca 1912 we Lwowie) – polski pułkownik, dowódca oddziału swojego imienia w powstaniu styczniowym, naczelnik wojenny województwa kaliskiego, naczelnik sił zbrojnych województwa krakowskiego.

## Życiorys
Urodził się w 1834 w Michalewie. Ukończył Akademię Wojskową w Petersburgu. Był porucznikiem instruktorem pułku Witebskiego. Doszedł do stopnia kapitana w wojsku rosyjskim. W Kaliszu wziął udział w spisku w wojsku carskim, brał udział w przygotowaniach powstania.
18 stycznia 1863 mianowany przez Rząd Narodowy pułkownikiem. Początkowo był naczelnikiem sił zbrojnych województwa kaliskiego. W nocy z 23/24 stycznia na czele oddziału uderzył na załogę rosyjską w Radomsku. Odparty połączył się z Apolinarym Kurowskim. 17 lutego wziął udział w bitwie pod Miechowem, gdzie odniósł rany ręki. Ranny przeszedł do Krakowa, ale uniknął internowania przez Austriaków. Organizował oddziały na ziemi krakowskiej i lubelskiej. Jako naczelnik sił zbrojnych województwa krakowskiego organizował nowe formacje. Na czele oddziału 230 piechoty i 32 jazdy wkroczył do Królestwa i 5 kwietnia 1863 roku stoczył zwycięską bitwę pod Szklarami. Walczył też pod Żółkiewką. Później wycofał się do Galicji. Postawiony przed sądem wojennym w Krakowie za niewykorzystanie zwycięstwa. 4 maja 1863 roku wziął udział w bitwie pod Igołomią, w lubelskiem stworzył oddział i 24 sierpnia stoczył przegraną bitwę pod Fajsławicami. Po niej przeszedł do Galicji. Tam został organizatorem sił zbrojnych obwodu sanockiego i samborskiego. Od 15 lutego 1864 do około 27 lutego 1864 chronił się w domu Celiny i Kajetana Dominikowskich w Orelcu, skąd następnie wobec zagrożenia rewizją przez tego ostatniego został przewieziony w inne bezpieczne miejsce. W odpowiedzi na ogłoszony przez władze austriackie stan oblężenia w Galicji płk Grekowicz 4 marca 1864 ogłosił stan oblężenia od siebie („contre coup rozkazowi rządowemu”), wzywając mieszkańców do posłuszeństwa władzom powstańczym.
Po upadku powstania wyemigrował do Turcji, Szwajcarii i Francji. W Paryżu skończył studia inżynierskie. Wyjechał do Turcji, gdzie pracował w biurze budowy kolei. W 1877 przybył w imieniu koła spiskowego do Stambułu z projektem wywołania dywersyjnego powstania górali kaukaskich na tyłach wojsk rosyjskich. Pomagał także w próbach polsko-węgierskiej dywersji na Bałkanach.
W latach 1881–1882 z ramienia paryskiej Compagnie Transatlantique budował linię kolejową na San Domingo, później pracował w kolejnictwie na Martynice, budował linię kolejową w Bułgarii. Od 1886 przez 21 lat pełnił funkcję inżyniera Wydziału Powiatowego w Buczaczu.
Został pochowany na Cmentarzu Łyczakowskim we Lwowie w honorowym miejscu na tzw. "górce powstańców styczniowych" w rzędzie X (w rzędzie tym spoczywają także m.in. Ignacy Żegota Grzybiński i Władysław Kozłowski).
Zmarli powstańcy 1863 roku zostali odznaczeni przez prezydenta RP Ignacego Mościckiego 21 stycznia 1933 roku Krzyżem Niepodległości z Mieczami.

## Życie prywatne
Był żonaty z Kamilą z domu Wasylewską, z którą miał córki: Marię (dziennikarka, artystka malarka, żona Artura Hausnera, zm. 1939), Michalinę (także po mężu Hausner) i Zofię (po mężu Bętkowska).